# Нікітино (Шадрінський район)
Нікі́тино (рос. Никитино) — присілок у складі Шадрінського району Курганської області, Росія. Входить до складу Понькінської сільської ради.
Населення — 9 осіб (2010, 9 у 2002).
Національний склад станом на 2002 рік: казахи — 56 %, росіяни — 44 %.